# يونجين سامسونغ بلومينكس
يونجين سامسونغ بلومينكس (هانغل: 용인 삼성생명 블루밍스) هو فريق كرة سلة كوري جنوبي للسيدات تأسس في سنة 1977. ينافس في الدوري الكوري الجنوبي لكرة السلة للسيدات.

## الإنجازات
الدوري الكوري الجنوبي لكرة السلة للسيدات
الفوز (5): 1998 (الصيف)، 1999 (الصيف)، 2000 (الشتاء)، 2001 (الشتاء)، 2006 (الصيف)
الوصافة (11): 2002 (الصيف)، 2003 (الشتاء)، 2003 (الصيف)، 2004 (الشتاء)، 2005 (الشتاء)، 2007 (الشتاء)، 2008، 2009، 2010، 2013، 2017

## وصلات خارجية
- الموقع الرسمي